# Iulia Țibulschi
Iulia Țibulschi (ros.: Юлия Цибульская, Julija Cybulska; ur. 15 czerwca 1933, Leova, Besarabia, Rumunia) – kompozytorka, muzykolog, pedagog. Członek Związku Kompozytorów Radzieckich (1977). Zasłużony działacz sztuki Mołdawii (1992).

## Życiorys
Absolwentka kiszyniowskiej szkoły muzycznej (1954) i studiów na Wydziale Kompozycji i Teorii Muzyki Konserwatorium Leningradzkiego (1960). Badaczka motywu folklorystycznego w twórczości Fryderyka Chopina i Karola Szymanowskiego. Uczennica W.N. Sałmanowa (instrumentacja, kompozycja), A.P. Masłakowiec (fortepian), F.A. Rubcowa (folklor) i A.N. Dołżanskiego (polifonia). 
W latach 1960–1974 nauczycielka w Instytucie Sztuki imienia G. Musicescu Konserwatorium Kiszyniowskiego. Do 1977 pracownica naukowa na Wydziale Etnografii i Historii Sztuki przy Akademii Nauk Mołdawskiej SRR. Od 1977 do 1988 – redaktor muzyczny w wydawnictwie „Literatura artistică”.

## Nagrody i tytuły
- Członek Związku Kompozytorów Radzieckich (1977).
- Nagroda „N.K. Krupska” od Ministerstwa Oświecenia Mołdawskiej SRR za ważny wkład do muzycznego wychowania młodzieży.
- Zasłużony działacz sztuki Mołdawii (1992).
- Nagroda od UNESCO za najlepszą kompozycję chóralne dla chóru mieszanego („Kołysanka”) (1995).

## Literatura
1. Soare, soare, frățioare!: Cântece pentru cei mici / Grigore Vieru; Alcăt. E. Macaleț; Muz.: Iu. Țibulschi. – Chișinău: Cartea moldovenească, 1973. – 115 p.: n.
2. La poiană: «Zvon de frunză verde...»: Cântec pentru copii: [Pentru două voci și pian] / Muz.: Iu. Țibulschi; Author versuri: A. Blanovschi. – Chișinău: Timpul, 1973. – 4 p.
3. Greerașul-lăutar: «Greerașul a cântat...»: Cântec pentru copii: [Pentru voce și pian] / Muz.: Iu. Țibulschi; Author versuri: Grigore Vieru. – Chișinău: Timpul, 1973. – 4 p.
4. Cîntece din bătrîni / Alcăt. Iu. Țibulschi; Il. de I. Cîrmu. – Chișinău: Literatura artistică, 1983. – 99 p., il.
5. Cine crede: [Сuleg. de interviuri, publicistică, poezii, melodii pe versurile aut.] / Grigore Vieru; Alcăt. Iu. Țibulschi; Prez. graf. de A. Macovei. – Chișinău: Literatura artistică, 1989. – 396 p.: n.
6. Albinuța: [Сartea preșcolarului] / Grigore Vieru; Des. de L. Sainciuc; Selecț. și îngrij. text. muz. Iu. Țibulschi. – Chișinău: Hyperion, 1991. – 176 p.: il. color., n.
7. Cîntînd cu iubire: [Culeg. de cîntece] / Iulia Țibulschi, Grigore Vieru; Prez. graf. Iaroslav Iliinîc. – Chișinău: Hyperion, 1996. – 86, [1] p.
8. Dragă mi-i și mult mi-i drag: [Cântece populare] / Alcăt. Iu. Țibulschi; Il. de I. Cîrmu. – Chișinău: Litera, 1998. – 88 p.: n.
9. Цибульская Ю. Кароль Шимановский и музыкальный фольклор Подгалья // Кароль Шимановский: воспоминания, статьи, публикации: [Сборник] / Ред., сост. И.И. Никольской, Ю.В. Крейниной. – М.: Советский композитор, 1984. – С. 188–203.

## Muzyka
- Las jest piękny z kwiatem. (Iu. Țibulschi – Gr.Vieru)
- Chrystus jest niewinen.(Iu. Țibulschi – Gr. Vieru)
- Julija Cybulska śpiewa swoje piosenki. kutanin.com. [zarchiwizowane z tego adresu (2013-10-22)].